# ويليام براون (مهندس)
ويليام براون (بالإنجليزية: William Brown)‏ هو مهندس أمريكي، ولد في 16 سبتمبر 1928، وتوفي في 16 مارس 2005 في لندن في المملكة المتحدة.